# Wolf and Sheep
Pour plus de détails, voir Fiche technique et Distribution.
Wolf and Sheep est un long métrage afghan de la réalisatrice Shahrbanoo Sadat, sorti en 2016.

## Synopsis
Inspiré de l'enfance de la réalisatrice dans un village rural de la province de Bâmiyân, Wolf and Sheep narre les rêves d'émancipation de la jeune Sediqa, loin des traditions et d'un mariage arrangé par sa famille. Tourné à la frontière afghane du Tadjikistan, le film montre la dureté de la vie quotidienne d'une communauté de bergers issue de la minorité ethnico-religieuse hazara,.
Shahrbanoo Sadat est à ce jour la plus jeune réalisatrice sélectionnée pour rejoindre la résidence Cinéfondation de Cannes. Elle a tout juste 20 ans lorsqu'elle y démarre l'écriture du scénario de Wolf And Sheep. En mai 2016, le long métrage est lauréat du Art Cinema Award, décerné lors de la Quinzaine des Réalisateurs du Festival de Cannes.

## Fiche technique
- Titre original : Wolf and Sheep
- Réalisation : Shahrbanoo Sadat
- Scénario : Shahrbanoo Sadat, Katja Adomeit, Daniel Borgman, Aarzoo Burhani
- Photographie : Virginie Surdej
- Montage : Alexandra Strauss
- Musique : Thomas Arent, Sigrid Aalbaek Jensen, Thomas Jaeger
- Décor : Haji Khayriddinov
- Production : Katja Adomeit
- Coproduction : Madeleine Ekman, Marina Perales Marhuenda, Xavier Rocher, Simon Perry, Shahrbanoo Sadat, Emilie Steen, Sune Lolk
- Société de production : Adomeit Film, La Fabrica Nocturna Productions, Zentropa International Sweden, Wolf Pictures, Film i Väst
- Distribution : Pretty Pictures
- Genre : drame
- Pays d'origine :  Afghanistan,  Danemark,  France,  Suède
- Langue : dari
- Format : couleur
- Durée : 86 min
- Dates de sortie en salles :
  -  France : 30 novembre 2016

## Distribution
- Sediqa Rasuli : Sediqa
- Qodratollah Qadiri : Qodrat
- Amina Musavi : Abzina
- Sahar Karimi : Nikbakht
- Masuma Hussaini : Nazok
- Said Mohammad Amin Naderi : Nazar
- Zekria Khoda Dadi : Safdar
- Qorban Ali Khoda Dadi : Qorban

## Distinctions
- 2016 : Art Cinema Award, Quinzaine des Réalisateurs, Festival de Cannes, France